# Un Indien dans la ville
Pour plus de détails, voir Fiche technique et Distribution.
Un Indien dans la ville est un film français d'Hervé Palud, sorti en 1994, adapté du roman éponyme de Jean-Marie Pallardy.

## Synopsis
Parti en Amazonie retrouver son ex-femme Patricia afin de lui faire signer l'acte de divorce dans le but de pouvoir se remarier, Stéphane Marchado, fringant opérateur sur le marché des matières premières, découvre avec stupeur qu'il est le père de Mimi-Siku, un enfant âgé de 13 ans. Convaincu par son fils qui rêve de découvrir la tour Eiffel, Stéphane décide de l'emmener avec lui, même s'il sait que le moment est mal venu. Il ne vit que pour son travail et n'a donc pas de temps à consacrer à son fils.
Arrivé à Paris, Stéphane apprend par Richard Montignac, son associé, que ce dernier n'a pas vendu les 4 500 tonnes de soja comme convenu car il attendait confirmation, ce que Stéphane n'a pas pu faire depuis l'Amazonie. Alors que le cours du soja baisse dangereusement, ils doivent absolument trouver un acheteur.
Pour Stéphane, se débarrasser du soja et préparer son futur mariage, tout en gérant Mimi-Siku qui découvre la vie à Paris, va être périlleux. La situation se complique d'une part parce que Mimi-Siku tombe amoureux de Sophie, la fille de Richard, et d'autre part parce que ce dernier, dans un acte désespéré, a imité la signature de Stéphane pour vendre le soja à un supposé homme d'affaires letton et que celui-ci, manifestement mafieux et menaçant, réclame un remboursement lorsqu'il comprend qu'il a fait une mauvaise affaire.
Fort heureusement, alors que Mimi-Siku est reparti auprès de sa mère en Amazonie, la situation financière est soudain rétablie par une fantastique hausse du cours du soja. Stéphane décide de fuir le monde moderne pour rejoindre son fils en Amazonie. Richard, qui a toujours copié et suivi Stéphane, y part également avec toute sa famille.

## Fiche technique
Sauf indication contraire, les informations mentionnées dans cette section peuvent être confirmées par les bases de données cinématographiques IMDb et Allociné,  présentes dans la section « Liens externes ».
- Titre original et québécois : Un Indien dans la ville[1]
- Titre américain : Little Indian, Big City
- Réalisation : Hervé Palud
- Scénario : Hervé Palud et Igor Aptekman
  - Adaptation : Hervé Palud, Thierry Lhermitte et Philippe Bruneau
- Musique : Tonton David, Manu Katché et Geoffrey Oryema
- Décors : Ivan Maussion
- Costumes : Martine Rapin
- Photographie : Fabio Conversi
- Son : Vincent Arnardi, Thierry Lebon, Pierre Lorrain
- Montage : Roland Baubeau
- Production : Louis Becker et Thierry Lhermitte
  - Production déléguée (Miami) : Patrick Batteux
- Sociétés de production[2],[N 1] :
  - France : TF1 Films Production, Canal+, Ice Films et Société des Producteurs de Cinéma et de Télévision
  - États-Unis : Touchstone Pictures
- Sociétés de distribution : AMLF (France) ; Buena Vista Pictures Distribution (États-Unis) ; Lions Gate Film Corp. (Québec)[1]
- Budget : 5,3 millions d'€[3]
- Pays de production :  France
- Langues originales : français et russe
- Format : couleur — 1,85:1 — 35 mm — son Dolby / Dolby SR
- Genre : comédie
- Durée : 90 minutes
- Dates de sortie[4] :
  - France : 14 décembre 1994[5]
  - Québec : 24 février 1995
  - États-Unis : 22 mars 1995

Bluray 10 janvier 2025
- Classification :
  - France : tous publics[6]
  - États-Unis : certaines scènes ou propos sont susceptibles de heurter la sensibilité des plus jeunes - accord parental souhaitable (PG - Parental Guidance Suggested)[N 2]
  - Québec : tous publics – pour enfants (G - General Rating)[1]

## Distribution
- Thierry Lhermitte : Stéphane Marchado, opérateur de marché
- Patrick Timsit : Richard Montignac, opérateur de marché, collègue et ami de Stéphane
- Ludwig Briand : Mimi-Siku, fils de Stéphane
- Miou-Miou : Patricia dite "Paliku", ex-femme de Stéphane vivant en Amazonie
- Arielle Dombasle : Charlotte, fiancée de Stéphane
- Vladimir Kotliarov (sous le nom de Tolsty) : Pavel Koutchnoukov, homme d'affaires letton
- Sonia Vollereaux : Marie Montignac, femme de Richard
- Jackie Berroyer : Maître Joanovici, avocat de Pavel
- Marc de Jonge : Roustan, patron de Stéphane et Richard
- Louba Guertchikoff : Mme Godet, voisine de Stéphane
- Philippe Bruneau : M. Maréchal, concierge de l'immeuble de Stéphane
- Dominique Besnehard : Maître Dong, prof de yoga de Charlotte
- Cheik Doukouré : Me Bonaventure
- Marie-Charlotte Leclaire : la secrétaire de Roustan
- Olga Jiroušková : Sonia Koutchnoukov, sœur de Pavel
- Chick Ortega : l'homme de main des Koutchnoukov
- Paco Portero : l'homme au serpent
- Sonia Lezinska : une hôtesse de l'air
- Marc Brunet : un policier
- Olivier Hémon : un policier
- Thierry Desroses : le douanier de Roissy
- Katja Weitzenböck : Mlle Van Hodden
- Pauline Pinsolle : Sophie Montignac, fille de Richard et Marie
- Stanley Zana : Jonathan Montignac, fils de Richard et Marie
- Gaston Dolle : Benjamin, le copain de Sophie
- Feliciano Tello Rossi : Mouloukou, le chef indien
- Louis Becker : le présentateur

## Production

### Tournage
Lieux de Tournage
- Paris 16e arrondissement : Pont de Bir-Hakeim[7]
- Paris 7e arrondissement : Tour Eiffel
- Parc national Canaima, Venezuela
- Villennes-sur-Seine[réf. nécessaire]
- Miami[8]

Dates de Tournage
- Début : 18 avril 1994[8]
- Fin : 08 juillet 1994[8]

### Bande originale
- Un Indien dans la ville, composé par Manu Katché, interprété par Geoffrey Oryema
- Chacun sa route, composé par Ras Tea, Yovo et J-M Vespasien, interprété par Tonton David
- Mother & Father, composé par Geoffrey Oryema, Manu Katché et Jean-Pierre Alarcen, interprété par Geoffrey Oryema et Manu Katché
- Sunshine, composé par Jean-Pierre Alarcen, Yovo et Jean-Claude Nemro, interprété par Geoffrey Oryema et Manu Katché
- Hello You, composé par Yovo et Manu Katché
- La Misère, composé par Ras Tea et Yovo, interprété par Tonton David
- You and I, composé par Manu Katché
- Douce enfance, composé par Manu Katché
- Innocence, composé par Manu Katché
- Veillé, composé et interprété par Geoffrey Oryema
- Eiffel Song, de Deep Forest

## Accueil

### Accueil critique
Le critique américain Gene Siskel, du Chicago Tribune, à l'occasion d'une projection houleuse, fit la remarque suivante après que le technicien s’excusa du fait que la dernière bobine était perdue et qu'il l'aura le lendemain : « Si cette bobine contenait miraculeusement les rushs d'édition de La Splendeur des Amberson d'Orson Welles (considéré comme le second plus grand film américain, violemment émasculé par les studios RKO, les rushs ayant été détruits), ce film n'en restera pas moins une nullité ». Roger Ebert, du Chicago Sun-Times, adresse également à ses lecteurs la rarissime remarque suivante : « Little Indian Big City est l'un des plus mauvais films jamais faits. J'en ai détesté chacune de ses moindres minutes imbéciles. [...] Si jamais j'apprends, quelles qu'en soient les circonstances, que vous avez vu ce film, vous serez interdit à vie de lire mes critiques ». Ce film fut élu, parmi plus de 300 films, le second pire film de l'année 1996 dans la liste de Ebert & Siskel (choix de Ebert). En conclusion de leur très courue émission Siskel & Ebert (en), Siskel fait la relation entre le succès français du film et le fait, qu'au même moment, le taux de chômage du pays culmine à plus de 12 %, tandis que Ebert dit mieux comprendre pourquoi les Français pensent que Jerry Lewis est l'homme le plus drôle de la Terre.
« Une comédie vraiment rigolote, mais pas franchement originale sur le choc des cultures. » (Télérama)
« Comédie populaire par excellence, le film regorge de scènes et de répliques cultes, qui finissent par rentrer dans le langage courant. De l'araignée géante Maïtika au générique fredonné par Tonton David (« Chacun sa route, chacun son chemin... »), Un indien dans la ville est entré dans l'inconscient collectif comme le font les grands films populaires au fil des années. » (Première)
« En 1994, la France tombe sous le charme de ce jeune Indien d’Amazonie qui part à la découverte de Paris dans cette fable familiale porteuse d’une critique anticapitaliste bien sentie. » (L'Obs)

### Box-office
Le film totalise 7 870 802 entrées.

## Distinctions
Le film a obtenu le trophée du film français en 1994 et le prix Georges de Beauregard en 1995 dans la catégorie « meilleurs producteurs » (pour Thierry Lhermitte et Louis Becker).

## Autour du film

### Éditions en vidéo
- En France, le film Un Indien dans la ville est sorti en DVD le 8 décembre 1998[11], puis ressorti à deux reprises en DVD le 5 septembre 2007[12] et le 1er avril 2024[13]. Le film est également sorti en VOD le 1er janvier 2015[5].

### Produits dérivés
Le film connaît en 1996 une adaptation en jeu vidéo, développée par Titus Interactive pour la console Game Boy de Nintendo. Ce jeu vidéo de plateformes consiste à faire évoluer Mimi-Siku à travers différents niveaux illustrant la jungle amazonienne et la ville.

### Remake
Walt Disney Pictures a produit un remake de ce film intitulé Jungle 2 Jungle (Un Indien à New York) (1997). Ce film fut élu, parmi plus de 300 films, « le » pire film de l'année 1997 dans la liste de Ebert & Sickel (choix de Sickel). Sickel compare ce remake et l'original à Crocodile Dundee, qui a su faire auparavant de la même formule d'histoire un authentique succès.

## Commentaires
- Ce film relance la carrière de Thierry Lhermitte, après plusieurs échecs.
- Thierry Lhermitte s'est particulièrement occupé de la promotion du film à l'étranger. Cela a été une réussite puisqu'il s'est très bien vendu aux États-Unis. (Sources manquantes)
- Dans le film, il est dit que Mimi-Siku a choisi ce nom lui-même parce qu'il sonnait bien et que cela veut dire « pipi de chat ». Cette anecdote est réelle[pas clair]. De fait, elle est citée dans le livre Antecume ou une autre vie d'André Cognat publié en 1977[16].
- Chick Ortega et Patrick Timsit ont joué précédemment dans Une époque formidable….
- Le village de Lipo Lipo cité dans le film existe réellement ici.